# 瑞金路
瑞金路是中国大陆常见路名，多源于中国共产党的革命圣地——中华苏维埃共和国首都瑞金，是谓红色地名，红色文化的一部分。
1940年代的上海即有瑞金路。1950年5月27日，《解放日报》刊登上海市人民政府的决定，自“上海解放周年”的5月28日起，全市多条道路、公园更名。原瑞金路更名为金田路（金田村即太平天国最开始举事之处）。原以蔣中正命名的中正南一路、中正南二路，分别更名为瑞金一路、瑞金二路。日后，上海增加了一条瑞金南路。文革改名风中，瑞金路做为红色地名被普遍使用。如中共北京市委开展“路名大革命，全城一片红”，在红色地名用尽后，从东单二条到前炒面胡同，按顺序更名为“瑞金路头条”至“瑞金路三十条”。